# Prinsbisdom Metz
Het prinsbisdom Metz was een tot de Boven-Rijnse Kreits behorend bisdom binnen het Heilige Roomse Rijk
Waarschijnlijk waren er al in de derde eeuw bisschoppen van Metz, gevestigd in een van de vier belangrijke steden of civitates van de Romeinse provincie Belgica Prima. Zeker is de vermelding uit 535 van een vaste bisschopszetel. Het bisdom behoorde tot de kerkprovincie Trier; Trier was ooit de hoofdstad van Belgica Prima.
In de vroege middeleeuwen verwierf het bisdom uitgestrekte bezittingen, zoals het graafschap Metz en in 1065 het graafschap Saarbrücken. De bisschop van Metz werd een graaf-bisschop in het Rooms-Duitse Rijk. De stad Metz wist zich in stappen (1180-1210, 1189) los te maken van het prinsbisdom en zich te ontwikkelen tot een vrije rijksstad Metz. Later ging het graafschap Dagsburg verloren aan de graven van Leiningen. In het midden van de dertiende eeuw verplaatste de bisschop zijn residentie naar Vic. In 1296 werd de bisschop leenman van de Franse koning. Épinal ging in 1444 verloren aan het hertogdom Lotharingen.
In 1552 droegen de protestantse rijksvorsten onder leiding van Maurits van Saksen wederrechtelijk in het verdrag van Chambord het rijksvicariaat voor de rijkssteden Metz, Toul en Verdun aan de Franse koning Hendrik II van Frankrijk over. De drie graaf-bisdommen Metz, Toul en Verdun zijn bekend als de Trois-Evêchés. De drie steden werden daarop door Frankrijk bezet. In 1559 werd de Vrede van Cateau-Cambrésis getekend tussen Filips II van Spanje en Hendrik II van Frankrijk, Dit veranderde niets aan de bezetting van de Trois-Évêchés omdat deze gebieden vielen onder het Duitse rijk toen onder leiding van keizer Ferdinand I van Oostenrijk.  In 1561 ging Saarburg van het prinsbisdom Metz verloren aan het hertogdom Lotharingen.
In 1613 dwong de regentes Maria de' Medici van haar jonge zoon de Franse koning, Lodewijk XIII van Frankrijk, de standen van het prinsbisdom hem te huldigen als landsheer en in 1648 werden het prinsbisdom en de stad in paragraaf 70 van de Verdrag van Münster definitief door de keizer aan Frankrijk afgestaan. Desalniettemin bleef de bisschop van Metz tot 1790 de titel voeren van vorst van het Heilige Roomse Rijk.

## Reunionen
Op grond van oude banden tussen het prinsbisdom en verschillende gebieden binnen het Heilige Roomse Rijk, herenigde Frankrijk de volgende gebieden met Metz tijdens de zogenoemde Reunionen:
- 15-04-1680: land en kasselerij Conflans-en-Jarnisy
- 25-05-1680: Homburg en Sint Avold
- 20-05-1680: heerlijkheid Albe
- 14-06-1680: heerlijkheid Amermont
- 27-06-1680: heerlijkheid Briey
- 08-07-1680: graafschap Saarbrücken
- 11-07-1680: heerlijkheid Ottweiler
- 16-09-1680: heerlijkheid Créhange
- 10-03-1681/05-04-1683: heerlijkheid Arrancy en Saint-Pierrevillers (rechten abdij St-Pierre-aux-Dames in Metz)
- 10-09-1683: alle plaatsen binnen het bisdom
- zonder proces: heerlijkheid Raville

Niet behouden werden Saarburg, Lützelburg en de heerlijkheid Homburg.

## Gebied in de achttiende eeuw
- leensheerlijkheden Helfedange, Habondange en Hinguezange
- de heerlijkheden La Garde, Türkstein en Chatillon
- het graafschap Rikingen (Rehecourt); Leiningen; in 1669 verkocht aan de graaf van Ahlefeld
- de kasselrijen Remilly, Vic, Freiburg, Baccarat en Rambervillers

## Regenten
Voor een volledige lijst: Lijst van bisschoppen van Metz